# ¿Qué le ocurre a la secretaria Kim?
¿Qué le ocurre a la secretaria Kim? (en hangul, 김비서가 왜 그럴까; romanización revisada, Kimbiseoga wae geureolkka) es una serie de televisión surcoreana de comedia romántica, transmitida desde el 6 de junio hasta el 26 de julio de 2018, a través de TVN. Es la segunda adaptación de la novela homónima de Jung Kyung-yoon, originalmente publicada en 2013 y que en 2015 había sido serializada como un cómic. Adaptada a la televisión por Jung Eun-young y dirigida por Park Joon-hwa, el desarrollo de la serie se basa en la relación entre el CEO y su secretaria que tras nueve años a su lado, decide renunciar.
Es protagonizada por Park Seo-joon, Park Min-young y Lee Tae-hwan. La serie obtuvo altos índices de audiencia en su país de origen y, pese a ser emitida por medio de una señal por suscripción, mantuvo mayor cantidad de espectadores que otras series de su mismo horario en los canales de televisión terrestres surcoreanos. Por ello, ¿Qué le ocurre a la secretaria Kim? ha sido considerada por las audiencias y medios locales como una de las ficciones más populares en esa nación durante 2018.

## Sinopsis
Lee Young-joon es un arrogante y narcisista vicepresidente del Holding Yoomyung. Ahí trabaja junto a la secretaria Kim Mi-so que es habilidosa en múltiples áreas y cumple con todos los requerimientos del vicepresidente a tiempo completo; sin embargo, la secretaria Kim tras nueve años trabajando en la empresa decide cambiar su rumbo y renunciar al cargo misteriosamente. Por ello, Young-joon y su amigo, el director Park Yoo-shik, inician planes para evitar que la secretaria Kim se vaya. Young-joon le ofrece a ella aumento de sueldo, un ascenso y varias cosas más, pero los rechaza. No obstante, aunque no esta dispuesta a quedarse, decide negociar un mes adicional en la empresa, con el fin de encontrar y preparar a una nueva secretaria. En ese momento, Young-joon se comienza a dar cuenta lo importante que es Mi-so para él.

## Reparto

### Personajes principales
- Park Seo-joon como Lee Young-joon / Lee Sung-hyun.[7]
  - Moon Woo-jin como Lee Young-joon / Lee Sung-hyun (niño).[8]
- Park Min-young como Kim Mi-so.[9]
  - Kim Ji-yoo como Kim Mi-so (niña).[10]
- Lee Tae-hwan como Lee Sung-yeon, es el hermano de Young-joon.[11]
  - Bae Kang-yoo como Lee Sung-yeon (niño).[12]

### Personajes secundarios
Relacionados con Young-joon
- Kim Byung-ok como Ko Se-won / Lee Dong-soo, es el padre de Young-joon y Sung-yeon.[13]
- Kim Hye-ok como Choi Yeo-sa / Choi Hye-ran, es la madre de Young-joon y Sung-yeon.

Relacionados con Mi-so
- Baek Eun-hye como Kim Pil-nam, es la hermana mayor de Mi-so.[14]
  - Kim Si-eun como Kim Pil-nam (niña).
- Huh Soon-mi como Kim Mal-hee, es la hermana mayor de Mi-so.
  - Bae Chae-won como Kim Mal-hee (niña).
- Cho Deok-hyun como Kim Young-man, es el padre de Mi-so, Pil-nam y Mal-hee.
  - Lee Min-ki como Kim Young-man (joven).[15]
- Jung So-min como la madre de Mi-so, Pil-nam y Mal-hee.

Trabajadores de Yoomyung
- Kang Ki-young como Park Yoo-shik.
- Hwang Chansung como Ko Gwi-nam.
- Pyo Ye-jin como Kim Ji-ah.
- Lee Yoo-joon como Jung Chi-in.
- Hwang Bo-ra como Bong Se-ra.
- Lee Jung-min como Lee Young-wok.
- Kim Jung-woon como Park Joon-hwan.
- Kang Hong-seok como Yang Cheol.
- Kim Ye-won como Seol Ma-eum.

### Otros personajes
- Hong Ji-yoon como Oh Ji-ran.[16]
- Seo Hyo-rim como Choi Seo-jin.[17]
- Son Sung-yoon como Yoo Kwi-beom.
- Choi Hee como anfitrión.
- Mikael Ashhumnov como chef.
- Gil Hae-yeon como vecina de Mi-so (ep. #12).
- Jung Myung-joon como doctor.
- Jung Yu-mi como Jung Yoo-mi.[18]
- Lee Byung-joon como diseñador.
- Choi Na-moo.
- Shin Joo-yeon.
- Kim Hyun-joo.
- Lee Chang.
- Kim Ki-tak.
- Park Wok-cheol.
- Bae Hyun-sung como un interno en Holding Yoomyung (ep. #13-16).
- Chae Yoo-li.
- Park Byung-eun como Park Byung-heon, la cita a ciegas de Mi-so (ep. #3).[19]
- Lee Do-yeon.
- Jung Soo-young.
- Choi Hyun-woo.
- Lee Soo-kyung.
- Ko Se-won.
- Park Na-rae.
- Kim Ga-yeon.
- Lee Se-young.

## Producción

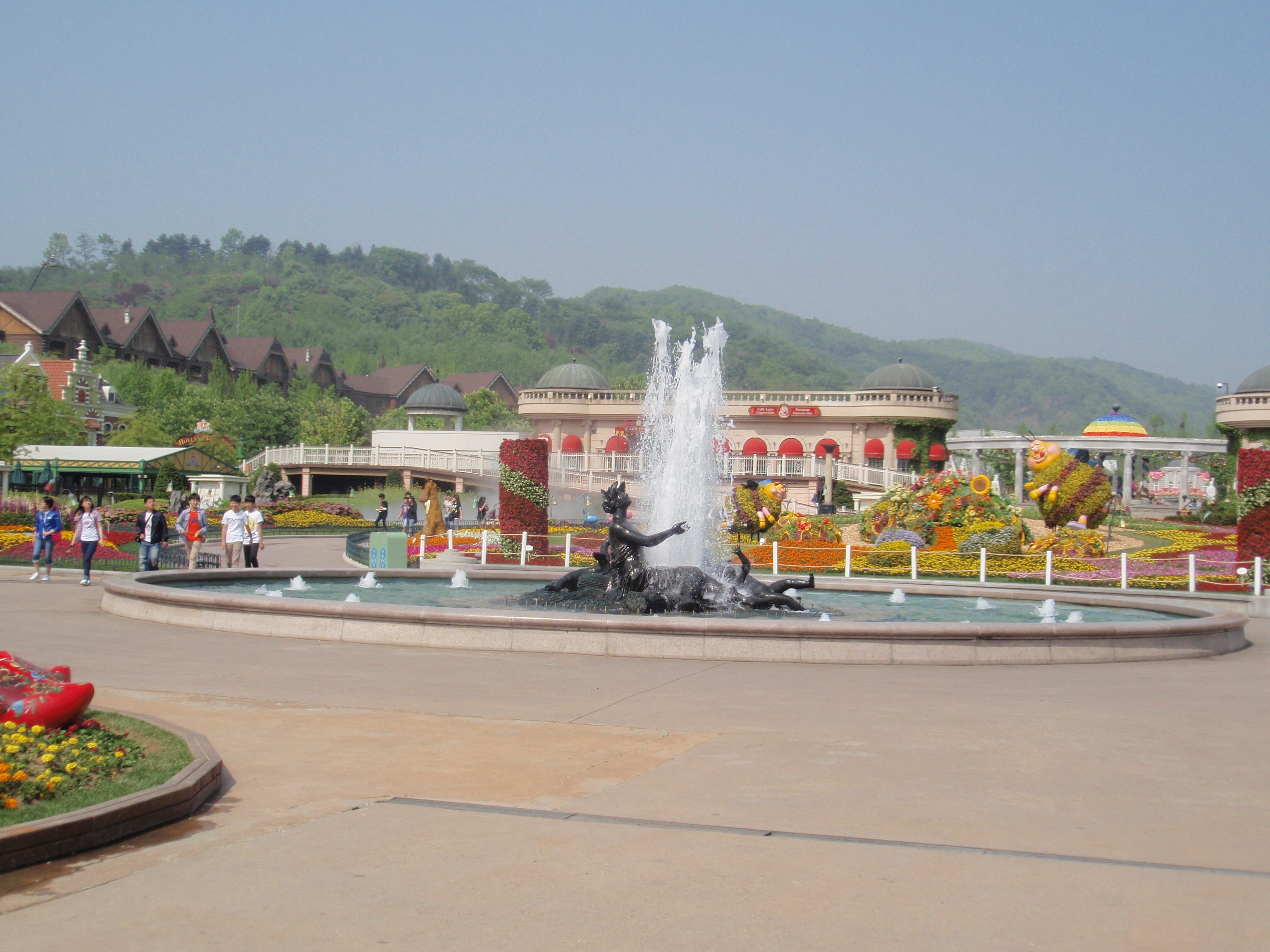
El parque de diversiones Everland de la ciudad de Yongin, Provincia de Gyeonggi, es donde ocurren algunas de las citas románticas entre Mi-So y Young-Joon.

¿Qué le ocurre a la secretaria Kim? fue desarrollada por Studio Dragon e inició su proceso de producción con la primera lectura del guion que fue realizada el 19 de abril de 2018. Mientras, que la conferencia de prensa donde se presentó a la serie y sus personajes fue realizada el 30 de mayo de 2018 en el Times Square en el distrito Yeongdeungpo de Seúl. La actividad contó con la presencia del reparto principal y el equipo de producción.
Tras el término de la serie, el equipo de producción y algunos miembros del reparto fueron recompensados con vacaciones en el sudeste asiático.
Debido a su gran éxito, en agosto de 2021 el drama fue votado como el número 1 del que la gente quiere un remake en Japón.

## Recepción

### Audiencia
En azul la audiencia más baja y en rojo la más alta, correspondientes a las empresas medidoras TNms y AGB a nivel nacional durante los 16 episodios emitidos desde el 6 de junio hasta el 26 de julio de 2018. Esta serie fue emitida por TVN, que es un canal de televisión por suscripción, por ello el público es relativamente menor en comparación con las emisoras de televisión terrestres.
| Ep. #    | Fecha de estreno    | Cuota de pantalla nacional | Cuota de pantalla nacional | Cuota de pantalla nacional |
| Ep. #    | Fecha de estreno    | AGB                        | TNmS                       |                            |
| -------- | ------------------- | -------------------------- | -------------------------- | -------------------------- |
| 1        | 6 de junio de 2018  | 5.7 %                      | 6.3 %                      |                            |
| 2        | 7 de junio de 2018  | 5.4 %                      | 5.6 %                      |                            |
| 3        | 13 de junio de 2018 | 6.9 %                      | 8.3 %                      |                            |
| 4        | 14 de junio de 2018 | 6.3 %                      | 6.3 %                      |                            |
| 5        | 20 de junio de 2018 | 6.8 %                      | 7.0 %                      |                            |
| 6        | 21 de junio de 2018 | 7.6 %                      | 7.7 %                      |                            |
| 7        | 27 de junio de 2018 | 7.2 %                      | 8.5 %                      |                            |
| 8        | 28 de junio de 2018 | 8.1 %                      | 8.3 %                      |                            |
| 9        | 4 de julio de 2018  | 7.7 %                      | 8.8 %                      |                            |
| 10       | 5 de julio de 2018  | 8.4 %                      | 9.2 %                      |                            |
| 11       | 11 de julio de 2018 | 8.6 %                      | 10.6 %                     |                            |
| 12       | 12 de julio de 2018 | 8.3 %                      | 9.7 %                      |                            |
| 13       | 18 de julio de 2018 | 7.6 %                      | 8.7 %                      |                            |
| 14       | 19 de julio de 2018 | 8.1 %                      | 9.2 %                      |                            |
| 15       | 25 de julio de 2018 | 7.1 %                      | 8.0 %                      |                            |
| 16       | 26 de julio de 2018 | 8.6 %                      | 9.8 %                      |                            |
| Promedio | Promedio            | 7.4 %                      | 8.3 %                      |                            |

### Popularidad
El 12 de julio de 2018, Park Seo-Joon ocupó el primer puesto en la tabla de búsquedas populares acerca del Hallyu en el portal Weibo. Además, el título de la serie y la frase «la secretaria Kim finalmente besó» encabezó la búsqueda en tiempo real de Weibo. A principios de julio de 2018, el Instituto Coreano de Investigación Empresarial reveló las clasificaciones de reputación de las series de televisión del mes de julio, cuyos resultados fueron determinados a través de un análisis de los índices de participación de los consumidores, la comunicación y cobertura de los medios, conciencia de la comunidad e índices de audiencia de más de 25 populares series, utilizando los datos recopilados desde el 6 de junio hasta el 7 de julio de ese año. En donde ¿Qué le ocurre a la secretaria Kim? encabezó el ranking de julio con un índice de reputación de 13 988 047 puntos.
Ese mismo mes se anunció que la serie seguía siendo el programa preferido de los televidentes, encabezando la lista de dramas de televisión más interesantes, los índices del Most Buzzworthy Dramas, de la semana fueron lanzados el 9 de julio y el programa mantuvo el primer lugar por quinta semana consecutiva. Mientras tanto las dos estrellas de la serie Park Seo-Joon y Park Min-Young también mantuvieron sus primeros puestos por quinta semana consecutiva en el listado Most Buzzworthy Actors, con Min-Young ocupando el primer lugar y Seo-Joon el segundo. A ellos les siguió Lee Tae-hwan quien obtuvo el tercer lugar, de acuerdo a datos recolectados entre el 2 de julio hasta el 8 de julio.
 El 30 de julio de 2018, la lista de popularidad Most Buzzworthy Dramas anunció que la serie había ocupado el primer puesto en su lista obteniendo un 14.27 % de las preferencias. Mientras que los actores Park Min-young y Park Seo-joon obtuvieron el primer y segundo puesto respectivamente, manteniendo así los dos primeros lugares, mientras que Lee Tae-hwan obtuvo el octavo lugar.
La serie también fue muy recibida, gracias a la interpretación de los actores, así como la química que mostraron Min-young y Seo-joon.

### Premios y nominaciones
| Año  | Premio                           | Categoría                                           | Nominado (a)                             | Resultado |
| ---- | -------------------------------- | --------------------------------------------------- | ---------------------------------------- | --------- |
| 2018 | 11th Korea Drama Award           | Premio a la alta excelencia, actor                  | Park Seo-joon                            | Nominado  |
| 2018 | 11th Korea Drama Award           | Premio a la excelencia, actor                       | Hwang Chan-sung                          | Ganador   |
| 2018 | 11th Korea Drama Award           | Premio al personaje popular femenino                | Pyo Ye-jin                               | Ganadora  |
| 2018 | 11th Korea Drama Award           | Mejor banda sonora original                         | «Because I Only See You» de Kim Na-young | Nominada  |
| 2018 | 6th APAN Star Award              | Premio a la alta excelencia, actor en una miniserie | Park Seo-joon                            | Ganador   |
| 2018 | 6th APAN Star Award              | Premio a la excelencia, actriz en una miniserie     | Park Min-young                           | Nominada  |
| 2018 | 6th APAN Star Award              | Premio a la actriz Star-K                           | Park Min-young                           | Ganadora  |
| 2018 | 6th APAN Star Award              | Premio al actor Star-K                              | Park Seo-joon                            | Nominado  |
| 2018 | 6th APAN Star Award              | Mejor banda sonora                                  | «It's You» de Jeong Se-Woon              | Nominado  |
| 2018 | Asian Artist Award               | Premio a la popularidad                             | Park Min-young                           | Pendiente |
| 2018 | Asian Artist Award               | Premio a la popularidad                             | Park Seo-joon                            | Pendiente |
| 2018 | 2.º Soribada Best K-Music Awards | Mejor banda sonora                                  | «It's You» de Jeong Se-Woon              | Ganadora  |
| 2018 | 13th Asia Drama Conference       | Premio de Reconocimiento Especial                   | Park Min-young                           | Ganadora  |

## Banda sonora
La banda sonora de ¿Qué le ocurre a la secretaria Kim? fue publicada el 19 de julio de 2018, cuando se emitía el episodio 14. Durante la transmisión de la serie varios artistas interpretaron canciones para la banda sonora como Kihyun de la banda Monsta X, Jeong Se-Woon, GFriend, Jinho de la banda Pentagon, Kim Na-Young, Song Yuvin de la banda Myteen y otros. Fue lanzada por Bon Factory bajo licencia de Loen Entertainment Inc (Kakao M).
Disco 1
| Track listing |                                                     |                 |          |  |
| N.º           | Título                                              | Artista         | Duración |  |
| 1.            | «Love Virus»                                        | Kihyun          | 3:27     |  |
| 2.            | «It's You»                                          | Jung Se-Woon    | 3:39     |  |
| 3.            | «Wanna Be»                                          | GFriend         | 3:09     |  |
| 4.            | «조금만 더» (Jogeumman deo)                         | Jinho           | 3:25     |  |
| 5.            | «그대만 보여서» (Geudaeman boyeoseo)                | Kim Na-Young    | 3:40     |  |
| 6.            | «왜 이럴까» (Wae ireolkka)                          | Lee Da-Yeon     | 2:40     |  |
| 7.            | «토로» (Toro)                                       | Yun Ddan Ddan   | 4:25     |  |
| 8.            | «처음 하는 말» (Cheoeum haneun mal)                 | Song Yuvin      | 3:56     |  |
| 9.            | «Love Virus (Instrumental)»                         | Varios artistas | 3:27     |  |
| 10.           | «It's You (Instrumental)»                           | Varios artistas | 3:39     |  |
| 11.           | «Wanna Be (Instrumental)»                           | Varios artistas | 3:09     |  |
| 12.           | «조금만 더 (Instrumental)» (Chogeum deo)            | Varios artistas | 3:25     |  |
| 13.           | «그대만 보여서 (Instrumental)» (Geudaeman boyeoseo) | Varios artistas | 3:40     |  |
| 14.           | «왜 이럴까 (Instrumental)» (Wae ireolkka)           | Varios artistas | 2:40     |  |
| 15.           | «토로 (Instrumental)» (Toro)                        | Varios artistas | 4:25     |  |
| 16.           | «처음 하는 말 (Instrumental)» (Cheoeum haneun mal)  | Varios artistas | 3:56     |  |

Disco 2
| Track listing |                              |                             |          |  |
| N.º           | Título                       | Artista                     | Duración |  |
| 1.            | «Secretary Kim»              | Lee Kyung-Sik               | 0:47     |  |
| 2.            | «Why Brass Band M1»          | Moon Sung-Nam, Lim Joo-Yeon | 3:31     |  |
| 3.            | «Kim Possible»               | Jeong Jae Woo               | 0:46     |  |
| 4.            | «Man In Black»               | Jeong Cha-Sik               | 1:51     |  |
| 5.            | «Think Strings no.24»        | Moon Sung-Nam               | 3:03     |  |
| 6.            | «Alsong Big Band»            | Moon Sung-Nam               | 1:52     |  |
| 7.            | «Funny Sunny»                | Kang Hee-Chan               | 1:25     |  |
| 8.            | «Why Slow Piano Mood»        | Moon Sung-Nam, Lim Joo-Yeon | 3:20     |  |
| 9.            | «Baby Elephant»              | Romantisco                  | 2:16     |  |
| 10.           | «New Recruit»                | Romantisco                  | 0:47     |  |
| 11.           | «Squeeze»                    | Kang Hee-Chan               | 1:27     |  |
| 12.           | «Lovely Girl»                | Lim Joo-Yeon                | 1:30     |  |
| 13.           | «Lonely Boss»                | Jung Jae-Woo                | 1:55     |  |
| 14.           | «Big Bean»                   | Romantisco                  | 2:27     |  |
| 15.           | «Why Comic Lim»              | Moon Sung Nam, Lim Ju Yeon  | 2:39     |  |
| 16.           | «Giant Foot»                 | Jung Cha-Sik                | 1:38     |  |
| 17.           | «Loving You Strings, No. 23» | Moon Sung-Nam               | 3:18     |  |
| 18.           | «Groove Company»             | Lee Kyung-Sik               | 1:20     |  |
| 19.           | «Mad Walk»                   | Lee Kyung-Sik               | 2:41     |  |
| 20.           | «Nothing to Lose»            | Jung Cha-Sik                | 3:01     |  |
| 21.           | «Edge»                       | Lee Kyung-Sik               | 2:07     |  |
| 22.           | «Art of Love»                | Kang Hee-Chan               | 3:00     |  |
| 23.           | «Pacific»                    | Romantisco                  | 1:56     |  |
| 24.           | «Tambora»                    | Jung Cha-Sik                | 1:45     |  |
| 25.           | «Old Story Strings no.13»    | Moon Sung Nam               | 2:39     |  |
| 26.           | «Tempest»                    | Lee Kyung-Sik               | 2:35     |  |

## Emisión internacional
- Chile: ETC (2019).
- Hong Kong: Hong Kong Open TV (2018).
- Filipinas: ABS-CBN (2018).
- Indonesia: Trans TV (2019).
- Tailandia: PPTV (2018).
- Taiwán: GTV (2018).